# Strimhuvad mestimalia
Strimhuvad mestimalia (Macronus striaticeps) är en fågel i familjen timalior inom ordningen tättingar. Den förekommer i Filippinerna.

## Utseende
Strimhuvad mestimalia är en rätt liten (13 cm) timalia med varierande fjäderdräkt. Ovantill är den brun med vita strimmor och långa ljusa spolstreck, vissa nästan helt bara fjäderspolar som sticker ut från ryggen. På hjässan syns tydliga svartvita längsgående band. Undertill vitaktig med diffusa grå strimmor. Underarterna mindanensis, alcasidi och kettlewelli (se nedan) är mindre kontrastrikt tecknade och har mer beigefärgad undersida. Bland lätena hörs en varierad visslad duett samt olika raspiga och tjattrande ljud.

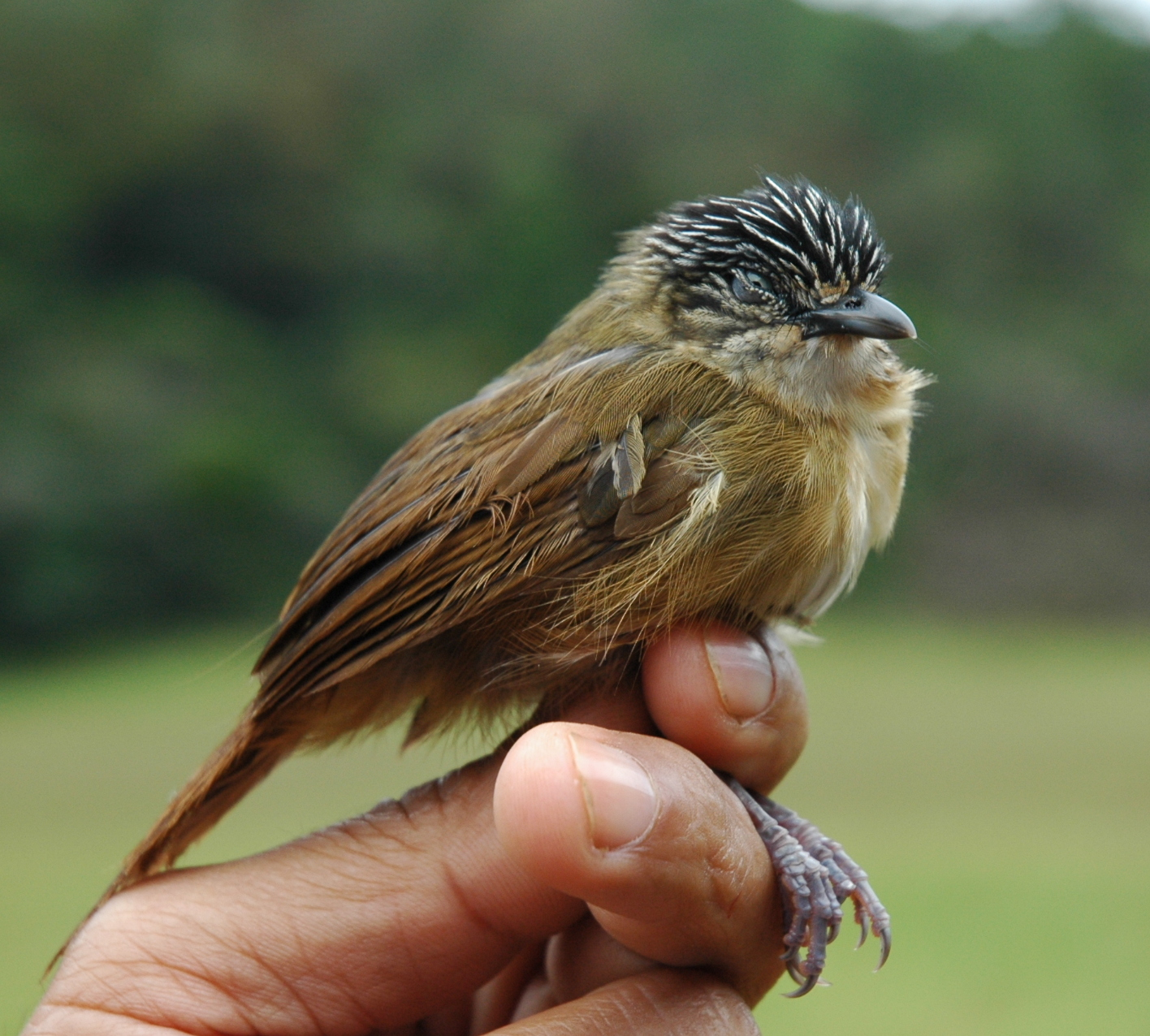

## Utbredning och systematik
Strimhuvad mestimalia förekommer i Filippinerna och delas in i fyra underarter med följande utbredning:
- Macronus striaticeps mindanensis – Samar, Leyte, Bohol och Mindanao
- Macronus striaticeps alcasidi – Dinagat och Siargao
- Macronus striaticeps striaticeps – Basilan och Malamaui
- Macronus striaticeps kettlewelli – Suluarkipelagen (Bongao, Jolo och Tawitawiöarna)

Släktesnamnet har även stavats Macronous, men Macronus anses korrekt.

## Levnadssätt
Strimhuvad mestimalia hittas i tät undervegetation i både ursprunglig och ung städsegrön skog, men även bland trädstora ormbunkar, i skogsbryn och i igenväxande buskmarker. Den hittas mellan 100 och 1770 meters höjd. Fågeln är skygg men ljudlig och ses ofta i artblandade flockar födosökande på relativt låg nivå i den täta vegetationen. Födan är okänd, men tros bestå av små ryggradslösa djur och vissa vegetabilier. 

### Häckning
Strimhuvad mestimalia häckar mars–juli. Den bygger en stor vävd boll av gräs och löv som placeras i en grästuva eller någon annanstans nära marken. Däri lägger den två till tre ägg.

## Status och hot
Arten har ett stort utbredningsområde men tros minska i antal, dock inte tillräckligt kraftigt för att den ska betraktas som hotad. Internationella naturvårdsunionen IUCN kategoriserar därför arten som livskraftig (LC).